# Carrión de Calatrava
Carrión de Calatrava là một đô thị thuộc Ciudad Real, Castile-La Mancha, Tây Ban Nha.
39°01′B 3°49′T / 39,017°B 3,817°T